# Llyn Fawr

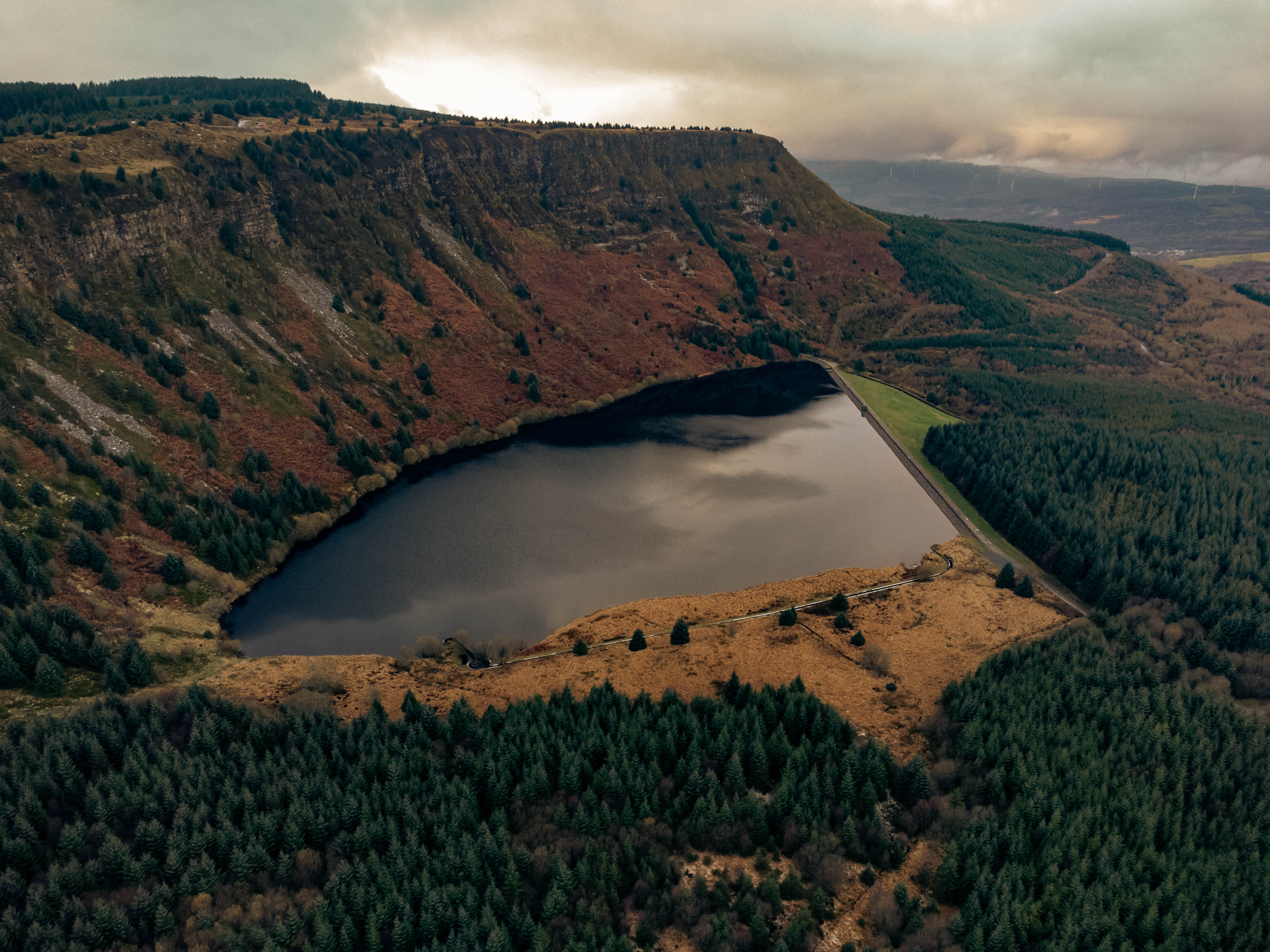
Llyn Fawr.

Llyn Fawr är en sjö i södra Wales, mest känd för att vara ett vapen- och redskapsförråd från sena bronsåldern till tidiga järnåldern.
Sjön täcker en yta på 9,8 hektar och ligger söder om Rhigos i grevskapsdistriktet Rhondda Cynon Taf. Den ligger nära källan för floden Rhondda Fawr på en höjd av 368 meter. Från början fanns här en mindre sjö som gjordes om till en vattenreservoar under det tidiga 1900-talet och då upptäcktes mellan 1911 och 1913 vapenförrådet. Det innehöll många objekt från den sena bronsåldern, men också ett antal järnföremål, bland annat ett svärd av Hallstatt-typ. Bronssaker som två kittlar och yxor hittades. Man tror att sakerna lagts i sjön som votivgåvor. Det är svårt att tidsbedöma fynden, men svärdet är daterat till 650 f.Kr. Det är det äldsta järnobjektet som hittats i Wales.
Detta förråd har givit namn till Llyn Fawr Phase, den sista fasen av bronsåldern i Storbritannien.